# Морено, Брэндон
Брэ́ндон Карри́льо Море́но (исп. Brandon Carrillo Moreno; род. 7 декабря 1993 года, Тихуана, Мексика) — мексиканский боец смешанных единоборств, в настоящий момент выступающий в наилегчайшей весовой категории в Ultimate Fighting Championship (UFC). Бывший двухкратный чемпион UFC в наилегчайшем весе. Также бывший чемпион Legacy Fighting Alliance (LFA) и World Fighting Federation (WFF) в наилегчайшем весе. Участвовал в 24-м сезоне шоу The Ultimate Fighter. Выступает на профессиональном уровне с 2011 года. С 27 февраля 2024 года занимает 2-ю строчку официального рейтинга UFC в наилегчайшем весе.

## Биография
Морено родился и вырос в городе Тихуана, штат Нижняя Калифорния, Мексика, в скромной семье, занимавшейся производством национальных игрушек пиньят. В детстве Брэндон не был спортивным мальчиком, он увлекался фастфудом и играл в компьютерные игры. В возрасте 12 лет он захотел немного похудеть, поэтому мать записала его в местный тренажёрный зал Entram Gym, где он начал заниматься смешанными единоборствами. С тех пор он влюбился в спорт и не пропускал ни одной тренировки. Несмотря на предыдущие намерения поступить в юридический институт и стать юристом, Морено решил сосредоточиться исключительно на своей карьере в смешанных боевых искусствах после окончания средней школы.

## Карьера бойца смешанных единоборств

### Ранняя карьера
Морено дебютировал в профессиональном ММА в родной Мексике в апреле 2011 года в организации Ultimate Warrior Challenge Mexico (UWCM). Выступая в легчайшем весе, в течение следующих двух лет он набрал рекорд из 6 побед и 3 поражений.
В 2014 году Морено дебютировал в американской бойцовской организации World Fighting Federation (WFF), которая базировалась в Аризоне. В ней он одержал пять побед, в том числе, сменив весовую категорию, забрал вакантный титул чемпиона в наилегчайшем весе и успел трижды защитить титул. В итоге, это привело к тому, что он был отобран для участия в 24-м сезоне популярного бойцовского реалити-шоу The Ultimate Fighter (TUF).

### The Ultimate Fighter (TUF)
В июле 2016 года стало известно, что Морено будет участвовать в очередном сезоне TUF под названием The Ultimate Fighter: Tournament of Champions. По задумке организаторов в этом сезоне участвовали чемпионы региональных организаций, а наставниками команд являлись именитые бойцы наилегчайшего веса Джозеф Бенавидес и Генри Сехудо. Морено попал в команду мексиканских бойцов под предводительством Бенавидеса (их соперниками были бразильцы). Брэндон считался слабейшим бойцом на проекте и на первом этапе его свели с фаворитом сезона и будущей звездой UFC Алешандри Пантожей. Бой был ярким, с обоюдными опасными атаками, но Морено проиграл бой болевым приёмом в конце 2-го раунда и выбыл из турнирной сетки шоу.

### Ultimate Fighting Championship (UFC)
В порядке исключения Морено дебютировал в UFC, когда сезон The Ultimate Fighter, в котором он принимал участие, еще выходил в эфир. 1 октября 2016 год он встретился сразу с 9-м номером наилегчайшего дивизиона американцем Луисом Смолкой (11-1 MMA, 5-1 UFC) на турнире UFC Fight Night 96. Изначально Смолка должен был встречаться с Серхио Петтисом, но тот снялся за 8 дней до турнира и организаторы предложили Морено выйти на замену на коротком уведомлении. Морено неожиданно для всех совершил апсет, выиграв бой болевым приемом в середине первого раунда. Победа также принесла Морено его первый бонус «Выступление вечера». Сразу же после турнира он попал в рейтинг, заняв 15-ю строчку, а к моменту следующего боя поднялся до 12-го места.
Спустя два месяца после дебюта Морено выступил на финальном турнире того самого сезона The Ultimate Fighter, в котором он принимал участие. 3 декабря 2016 года он встретился с американцем Райаном Бенуа (9–4 MMA, 2–2 UFC) на турнире The Ultimate Fighter 24 Finale. Морено полностью контролировал ход поединка, но во 2-м раунде оказался в нокдауне. Впрочем Морено смог быстро восстановиться и завершить бой в свою пользу. Судьи присудили победу Морено раздельным решением (28–29, 29–28, 29–28). При этом, по единогласной оценке 18 из 18 представителей спортивных медиа победа Морено сомнений не вызывала. После победы Морено поднялся на 10-ю строчку в рейтинге.
22 апреля 2017 года Морено встретился с американцем Дастином Ортисом (16-6 MMA, 5-4 UFC, #9 в рейтинге) на турнире UFC Fight Night 108 в Нэшвилле. Первый раунд прошёл под прессингом Ортиса, который контролировал Морено больше 4 минут. Но во втором раунде Морено отправил соперника в нокдаун ударом ноги в голову и, не дав ему подняться на ноги, заставил уснуть от удушения сзади. За этот бой Морено во второй раз был награжден бонусом «Выступление вечера». Выиграв первые три поединка под эгидой UFC Морено, поднялся на 7-ю строчку рейтинга.
5 августа 2017 года Морено возглавил турнир UFC Fight Night 114 в Мехико на пару с американцем Серхио Петтисом (15-2 MMA, 6-2 UFC, #6 в рейтинге). Благодаря своим навыкам в борьбе, Морено смог забрать только первый раунд, а в остальные четыре забрал Петтис, превзойдя соперника в ударной технике. Морено проиграл бой единогласным решением судей (49–46, 48–46, 48–46 в пользу Петтиса), но место в рейтинге не изменил. Впоследствии в пробе мочи Морено, взятой через день после его боя с Петтисом, были обнаружены следы запрещённого препарата кленбутерола. USADA определила, что вероятной причиной присутствия запрещённого вещества в организме Морено, стало загрязненное препаратами мясо, которое Морено употреблял в Мексике. По этой причине Морено не был наказан USADA.
Ожидалось, что 7 апреля 2018 года Морено встретится с Рэем Боргом на турнире UFC 223. Тем не менее, бой был отменен после того, как Борг был ранен осколками стёкол во время известного инцидента с нападением Конора Макгрегора и его товарищей на автобус с командой Хабиба Нурмагомедова. Организаторы не стали разбивать пару и перенесли их встречу на 19 мая 2018 года на турнир UFC Fight Night 129. Однако в итоге, Борг был вынужден отказаться от боя, чтобы позаботиться о своем ребенке, которому требовалась хирургическая операция головного мозга, и был заменен на Алешандри Пантожу (18-3 MMA, 2-1 UFC). Таким образом, судьба свела Морено и Пантожу во второй раз. Морено не сумел воспользоваться шансом, чтобы поквитаться за первое поражение, и, уступая своему сопернику во всех аспектах, проиграл бой единогласным решением (30–26, 30–26, 29–27 в пользу Пантожи).
После второго подряд поражения Морено ещё полгода находился в десятке рейтинга, а затем исчез из него без объяснения причин. В интервью в 2019 году Морено сообщил, что он был уволен из UFC в конце 2018 года. В ту пору ходили активные слухи о том, что президент UFC Дэйна Уайт хочет расформировать этот весовой дивизион, и организация легко расставалась с бойцами.

### Legacy Fighting Alliance (LFA)
Морено подписал контракт на несколько боев с популярной бойцовской организацией Legacy Fighting Alliance и 7 июня 2019 года дебютировал в организации сразу же против действующего чемпиона в наилегчайшем весе кубинца Майкеля Переса на турнире LFA 69. Первые два раунда забрал Перес, однако в 3-м раунде Морено смог переломить ход поединка, отправив соперника в нокдаун, а в 4-м раунде оформил досрочную победу. Морено выиграл бой техническим нокаутом в 4-м раунде и сходу стал новым чемпионом LFA в наилегчайшем весе.
Спустя всего месяц после завоевания чемпионского титула ему вновь было предложено подписать контракт с UFC.

### Возвращение в UFC
После повторного подписания крупнейшей бойцовской организацией в июле 2019 года Морено сразу же был включен в рейтинг лучших бойцов UFC наилегчайшего веса и занял в нём 10-ю строчку.
Возвращение Морено в UFC произошло на родине бойца 21 сентября 2019 года на турнире UFC Fight Night 159, который проходил в Мехико. Он встретился с дебютирующим в организации непобеждённым россиянином Аскаром Аскаровым, имеющим рекорд 11–0. По ходу боя инициатива переходила от одного бойца к другому и судьи не смогли выявить победителя в столь близком противостоянии. Раздельным решением судей в этом бою была зафиксирована ничья (один судья отдал победу Аскарову со счётом 29–28, второй отдал победу Морено со счётом 30–27, а третий присудил ничью 28–28). По оценке 12 из 13 представителей спортивных медиа победу одержал Морено. После этого боя Морено поднялся на 7-ю строчку рейтинга.
14 декабря 2019 года Морено, занимающий к тому моменту 5-ю строчку в рейтинге, встретился с новозеландским проспектом Каем Кара-Франсом (20–7 MMA, 3–0 UFC, #6 в рейтинге) на турнире UFC 245 в Лас-Вегасе. Морено не испытал проблем с соперником, перебив того в стойке в каждом из раундов, и выиграл бой единогласным решением судей (29–28, 30–27, 29–28).
14 марта 2020 года Морено встретился с опытным бразильцем Жусиером Формигой (23–6 MMA, 9–5 UFC, #2 в рейтинге) на турнире UFC Fight Night 170, который проходил на родине соперника в Бразилиа. Бой проходил в активной борьбе с обоих сторон. Морено отдал концовку поединка, но в итоге выиграл бой единогласным решением судей (30–27, 29–28, 29–28).
Три боя без поражений позволили Морено подписать новый контракт с организацией и занять первую строчку рейтинга. В качестве первого поединка его нового контракта, Морено должен был встретиться 21 ноября 2020 года с перспективным американцем мексиканского происхождения Алексом Пересом (24-5 MMA, 6-1 UFC, #4 в рейтинге) на турнире UFC 255 в Лас-Вегасе. Параллельно в карде этого же турнира был запланирован бой за титул чемпиона UFC в наилегчайшем весе, между действующим в тот момент чемпионом бразильцем Девисоном Фигейреду и бывшим чемпионом UFC в легчайшем весе Коди Гарбрандтом, который решил сменить весовую категорию после серии поражений и стал главным претендентом на титул. Тем не менее, 2 октября было объявлено, что Гарбрандт вынужден сняться с боя из-за порванного бицепса. Организаторы приняли решение отправить Переса на титульный бой против Фигейреду, а для Морено был найден новый соперник в лице американца Брэндона Ройвала (12-4 MMA, 2-0 UFC, #6 в рейтинге), который не так давно ярко дебютировал в организации, финишировав двух топовых бойцов. Морено выиграл бой техническим нокаутом за секунду до окончания первого раунда, когда Ройвал получил травму плеча и не смог защищаться от граунд-энд-паунда мексиканца.

### Чемпион UFC в наилегчайшем весе
Всего три недели прошло с момента последнего боя Морено и Фигейреду, когда между ними был экстренно организован бой, чтобы спасти турнир UFC 256, с которого слетело сразу три титульных поединка, каждый из которых поочерёдно назначался заглавным событием. Таким образом, 12 декабря 2020 года претендент Брендон Морено и действующий чемпион Девисон Фигейреду встретились в своём первом титульном противостоянии. Бойцы выдали яркое выступление без пауз с высочайшей интенсивностью и темпом, задействовав все аспекты смешанных единоборств. Судьи разошлись в оценке преимущества бойцов по раундам, однако на карточках всех судей Фиейреду забирал как минимум три раунда из пяти. Тем не менее, в 3-м раунде Фигейреду совершил запрещённый удар в пах и был лишён одного очка, что стало ключевым событием поединка. Закономерным итогом этого противостояния стала ничья решением большинства. Оценка боя представителями спортивных медиаизданий показала, что 13 из 27 журналистов отдали бой Фигейреду, в то время как 14 из 27 посчитали ничью наиболее справедливым решением. Этот бой принес обоим спортсменам бонус «Лучший бой вечера». Фигейреду сохранил титул, но их реванш был делом времени.
Реванш состоялся через полгода в соглавном событии турнира UFC 263, который проходил 12 июня 2021 года в Глендейле. С самого начала поединка Морено доминировал над чемпионом, который поразил своей пассивностью и не смог ничего противопоставить активным действиям претендента. В третьем раунде Морено отправил Фигейреду в нокдаун, а затем подключил борьбу и заставил его сдаться после удушающего приёма сзади. Морено получил персональный бонус "Выступление вечера" и стал первым в истории UFC чемпионом, который родился и вырос в Мексике.
Морено планировал первую защиту титула против своего старого обидчика Алешандри Пантожи, который ранее уже дважды одерживал победу над ним и в тот момент занимал 3-ю строчку рейтинга. Однако, организаторы не смогли организовать бой между ними и решили  предоставить Фигейреду право отыграть у Морено потерянный титул. Третий поединок между ними изначально был назначен на 11 декабря 2021 года на турнире UFC 269, но впоследствии был перенесён организаторами для улучшения карда другого номерного турнира и стал соглавным событием UFC 270, который был запланирован к проведению 22 января 2022 года в Анахайме. Первая же защита титула стала для мексиканца неудачной. Морено отдал бывшему чемпиону три раунда из пяти, проиграл бой единогласным решением судей (48–47, 48–47, 48–47 в пользу Фигейреду) и утратил титул чемпиона, который вновь вернулся к бразильцу. Оба бойца получили бонусы «Лучший бой вечера».

### Временный чемпион UFC в наилегчайшем весе
В следующий раз Морено встретился с Каем Кара-Франсом в матче-реванше за временный титул чемпиона UFC в наилегчайшем весе 30 июля 2022 года на турнире UFC 277. Он выиграл бой техническим нокаутом в третьем раунде ударом ногой в область печени. Эта победа также принесла Морено третью награду «Лучший бой вечера».

### Двукратный чемпион UFC в наилегчайшем весе
Статус временного чемпиона позволил Морено вновь претендовать на титул неоспоримого чемпиона и 21 января 2023 года на турнире UFC 283 состоялась его четвёртая встреча с Фигейреду. В истории UFC это был первый случай когда два бойца проводят четвёртый бой друг с другом, да ещё и все четыре в борьбе за титул. Поединок закончился победой Морено техническим нокаутом по итогам трёх раундов в связи с остановкой боя доктором из-за сильно заплывшего после попаданий глаза Фигейреду, котором он перестал видеть.
8 июля 2023 года в защите своего титула Морено встретился в реванше с Алешандри Пантожей (25-5 MMA, 9-3 UFC, #2 в рейтинге) на турнире UFC 290 в Лас-Вегасе. И вновь Морено не смог удержать титул после его завоевания. Он проиграл бой раздельным решением судей (46–49, 48–47, 48–47 в пользу Пантожи). По оценке 25 из 30 представителей спортивных медиа победу одержал Пантожа. Бойцы получили по бонусу «Лучший бой вечера».

### После утраты титула
24 февраля 2024 года на турнире UFC Fight Night 237 Морено должен был встретиться с иракцем Амиром Альбази. Тем не менее, Альбази выбыл из-за травмы шеи и его заменил бывший претендент на титул чемпиона Брэндон Ройвал (15-7 MMA, 5-3 UFC, #3 в рейтинге), с которым Морено уже встречался ранее в 2020 году. Ройвал воспользовался реваншем и в близком поединке смог забрать победу раздельным решением (48–47, 46–49, 48–47 в пользу Ройвала). 13 из 18 представителей медиа также отдали победу Ройвалу.
Сообщалось, что бой между Морено и Альбази был переназначен на 9 ноября 2024 года заглавным событием турнира UFC Fight Night 247. Однако бой был перенесен на 2 ноября 2024 года и стал заглавным событием турнира UFC Fight Night 246. Морено выиграл бой единогласным решением.
5 апреля 2025 года запланирована встреча Морено с бывшим претендентом на титул чемпиона австралийцем Стивом Эрцегом в заглавном событии турнира UFC on ESPN 64 в Мехико.

## Титулы и достижения
Ultimate Fighting Championship (UFC)
- Чемпион UFC в наилегчайшем весе (2 раза, бывший)
  - Первый мексиканский чемпион в истории UFC
- Временный чемпион UFC в наилегчайшем весе (1 раз, бывший)
- Обладатель премии «Лучший бой вечера» (4 раза), в боях против Дейвисона Фигейреду (дважды, 1-й и 3-й бой), Кай Кара-Франса и Алешандри Пантожей (2-й бой)
- Обладатель премии «Выступление вечера» (3 раза), в боях против Луиса Смолки, Дастина Ортиса и Дейвисона Фигейреду (2-й бой)
  - Второе место по количеству персональных бонусов за выступление в истории наилегчайшего дивизиона UFC (7)
- UFC Honors Awards
  - 2020: Номинация «Бой года» в категории «Выбор президента» (1-й бой против Дейвисона Фигейреду)
  - 2021: Победитель в номинации «Сабмишн года» в категории «Выбор фанатов» (2-й бой против Дейвисона Фигейреду)
  - 2021: Номинация «Выступление года» в категории «Выбор президента» (2-й бой против Дейвисона Фигейреду)
  - 2023: Номинация «Бой года» в категории «Выбор президента» (2-й бой против Алешандри Пантожи)
- UFC.com Awards
  - 2016: 5-е место в номинации «Новичок года» и 4-е место в номинации «Апсет года» (бой против Луиса Смолки)
  - 2020: 7-е место в номинации «Боец года» и 2-е место в номинации «Бой года» (1-й бой против Дейвисона Фигейреду)
  - 2021: 7-е место в номинации «Боец года» и 4-е место в номинации «Сабмишн года» (2-й бой против Дейвисона Фигейреду)
  - 2022: 6-е место в номинации «Бой года» (3-й бой против Дейвисона Фигейреду)
  - 2023: 2-е место в номинации «Бой года» (2-й бой против Алешандри Пантожи)

Legacy Fighting Alliance (LFA)
- Чемпион LFA в наилегчайшем весе (1 раз, бывший)

World Fighting Federation (WFF)
- Чемпион WFF в наилегчайшем весе (1 раз, бывший)
- Три успешных защиты чемпионского титула

## Результаты боёв MMA
| Боёв 33  | Побед 23 | Поражений 8 |
| -------- | -------- | ----------- |
| Нокаутом | 5        | 0           |
| Сдачей   | 11       | 0           |
| Решением | 7        | 8           |
| Ничьи    | 2        | 2           |

| Результат | Рекорд | Соперник           | Способ                                     | Турнир                                | Дата             | Раунд | Время | Место                         | Примечание |
| --------- | ------ | ------------------ | ------------------------------------------ | ------------------------------------- | ---------------- | ----- | ----- | ----------------------------- | --- |
| Победа    | 23-8-2 | Стив Эрцег         | Единогласное решение                       | UFC on ESPN: Морено vs. Эрцег         | 29 марта 2025    | 5     | 5:00  | Мехико, Мексика               | |
| Победа    | 22-8-2 | Амир Альбази       | Единогласное решение                       | UFC Fight Night: Морено vs. Альбази   | 2 ноября 2024    | 5     | 5:00  | Эдмонтон, Альберта, Канада    | |
| Поражение | 21-8-2 | Брэндон Ройвал     | Раздельное решение                         | UFC Fight Night: Морено vs. Ройвал 2  | 24 февраля 2024  | 5     | 5:00  | Мехико, Мексика               | |
| Поражение | 21-7-2 | Алешандри Пантожа  | Раздельное решение                         | UFC 290                               | 8 июля 2023      | 5     | 5:00  | Лас-Вегас, Невада, США        | Утратил титул чемпиона UFC в наилегчайшем весе «Лучший бой вечера» (4)                                                                |
| Победа    | 21-6-2 | Дейвисон Фигейреду | TKO (остановка врачом)                     | UFC 283                               | 22 января 2023   | 3     | 5:00  | Рио-де-Жанейро, Бразилия      | Завоевал (2) титул чемпиона UFC в наилегчайшем весе                                                                                   |
| Победа    | 20-6-2 | Кай Кара-Франс     | TKO (удар ногой в корпус и добивание)      | UFC 277                               | 30 июля 2022     | 3     | 4:34  | Даллас, Техас, США            | Завоевал титул временного чемпиона UFC в наилегчайшем весе «Лучший бой вечера» (3)                                                    |
| Поражение | 19-6-2 | Дейвисон Фигейреду | Единогласное решение                       | UFC 270                               | 22 января 2022   | 5     | 5:00  | Анахайм, Калифорния, США      | Утратил титул чемпиона UFC в наилегчайшем весе «Лучший бой вечера» (2)                                                                |
| Победа    | 19-5-2 | Дейвисон Фигейреду | Сдача, удушающий приём (удушение сзади)    | UFC 263                               | 12 июня 2021     | 3     | 2:26  | Глендейл, Аризона, США        | Завоевал титул чемпиона UFC в наилегчайшем весе «Выступление вечера» (3)                                                              |
| Ничья     | 18-5-2 | Дейвисон Фигейреду | Решение большинства                        | UFC 256                               | 12 декабря 2020  | 5     | 5:00  | Лас-Вегас, Невада, США        | Бой за титул чемпиона UFC в наилегчайшем весе С Фигейреду снят один балл за использование запрещённого приёма «Лучший бой вечера» (1) |
| Победа    | 18-5-1 | Брэндон Ройвал     | TKO (удары руками)                         | UFC 255                               | 21 ноября 2020   | 1     | 4:59  | Лас-Вегас, Невада, США        | |
| Победа    | 17-5-1 | Жусиер Формига     | Единогласное решение                       | UFC Fight Night: Ли vs. Оливейра      | 14 марта 2020    | 3     | 5:00  | Бразилиа, Бразилия            | |
| Победа    | 16-5-1 | Кай Кара-Франс     | Единогласное решение                       | UFC 245                               | 14 декабря 2019  | 3     | 5:00  | Лас-Вегас, Невада, США        | |
| Ничья     | 15–5–1 | Аскар Аскаров      | Решение большинства                        | UFC Fight Night: Родригес vs. Стивенс | 21 сентября 2019 | 3     | 5:00  | Мехико, Мексика               | |
| Победа    | 15-5   | Майкель Перес      | TKO (удары руками)                         | LFA 69: Перес vs. Морено              | 7 июня 2019      | 4     | 1:54  | Кейбазон, Калифорния, США     | Завоевал вакантный титул чемпиона LFA в наилегчайшем весе                                                                             |
| Поражение | 14-5   | Алешандри Пантожа  | Единогласное решение                       | UFC Fight Night: Майа vs. Усман       | 19 мая 2018      | 3     | 5:00  | Сантьяго, Чили                | |
| Поражение | 14-4   | Серхио Петтис      | Единогласное решение                       | UFC Fight Night: Петтис vs. Морено    | 5 августа 2017   | 5     | 5:00  | Мехико, Мексика               | |
| Победа    | 14-3   | Дастин Ортис       | Техническая сдача, удушающий приём (сзади) | UFC Fight Night: Свонсон vs. Лобов    | 22 апреля 2017   | 2     | 4:06  | Нэшвилл, Теннесси, США        | «Выступление вечера» (2) |
| Победа    | 13-3   | Райан Бенуа        | Раздельное решение                         | The Ultimate Fighter 24 Финал         | 3 декабря 2016   | 3     | 5:00  | Лас-Вегас, Невада, США        | |
| Победа    | 12-3   | Луис Смолка        | Сдача, удушающий приём (гильотина)         | UFC Fight Night: Линекер vs. Додсон   | 1 октября 2016   | 1     | 2:23  | Портленд, Орегон, США         | «Выступление вечера» (1) |
| Победа    | 11-3   | Исаак Камарильо    | Сдача, удушающий приём (удушение сзади)    | World Fighting Federation 27          | 16 апреля 2016   | 1     | 1:53  | Тусон, Аризона, США           | Защитил (3) титул чемпиона WFF в наилегчайшем весе                                                                                    |
| Победа    | 10-3   | Тайлер Биалеки     | Сдача, удушающий приём (удушение сзади)    | World Fighting Federation 22          | 25 июля 2015     | 1     | 3:09  | Тусон, Аризона, США           | Защитил (2) титул чемпиона WFF в наилегчайшем весе                                                                                    |
| Победа    | 9-3    | Мэтт Бетцолд       | Единогласное решение                       | World Fighting Federation 18          | 7 февраля 2015   | 3     | 5:00  | Чандлер, Аризона, США         | Защитил (1) титул чемпиона WFF в наилегчайшем весе                                                                                    |
| Победа    | 8-3    | Си Джей Соливен    | Сдача, удушающий приём (удушение сзади)    | World Fighting Federation 16          | 20 сентября 2014 | 1     | 0:58  | Чандлер, Аризона, США         | Дебют в наилегчайшем весе Завоевал вакантный титул чемпиона WFF в наилегчайшем весе                                                   |
| Победа    | 7-3    | Алекс Контрерас    | Сдача, удушающий приём (треугольник)       | World Fighting Federation 14          | 28 июня 2014     | 3     | 1:04  | Чандлер, Аризона, США         | |
| Победа    | 6-3    | Пол Амаро          | Сдача, удушающий приём (удушение сзади)    | MEZ Sports: Pandemonium 9             | 26 июля 2013     | 2     | 3:01  | Мишен-Вьехо, Калифорния, США  | |
| Победа    | 5-3    | Джейсон Карбахал   | TKO (удары руками)                         | MEZ Sports: Pandemonium 8             | 23 марта 2013    | 3     | 1:52  | Помона, Калифорния, США       | |
| Победа    | 4-3    | Джесси Крус        | Раздельное решение                         | Xplode Fight Series: Anarchy          | 22 сентября 2012 | 3     | 3:00  | Валли-Сентер, Калифорния, США | |
| Поражение | 3-3    | Бренсон Хансен     | Единогласное решение                       | CITC 11                               | 28 июля 2012     | 3     | 5:00  | Билокси, Миссисипи, США       | |
| Победа    | 3-2    | Джонатан Картер    | Сдача, болевой приём (рычаг локтя)         | Xplode Fight Series: Hunted           | 19 мая 2012      | 1     | 1:15  | Валли-Сентер, Калифорния, США | |
| Победа    | 2-2    | Рон Скоулсданг     | Единогласное решение                       | MEZ Sports: Pandemonium 6             | 3 марта 2012     | 3     | 5:00  | Риверсайд, Калифорния, США    | |
| Победа    | 2-1    | Луис Гарсия        | Сдача, болевой приём (рычаг локтя)         | UWC Mexico: New Blood 1               | 29 января 2012   | 1     | 2:21  | Тихуана, Мексика              | |
| Поражение | 1-1    | Маркос Беристаин   | Единогласное решение                       | UWC Mexico 10: To The Edge            | 25 июня 2011     | 3     | 5:00  | Тихуана, Мексика              | |
| Победа    | 1-0    | Атик Джихаид       | Сдача, болевой приём (рычаг локтя)         | UWC Mexico 9.5: Iguana                | 30 апреля 2011   | 1     | 2:30  | Тихуана, Мексика              | Дебют в легчайшем весе |

The Ultimate Fighter 24
| Боёв 1   | Побед 0 | Поражений 1 |
| -------- | ------- | ----------- |
| Нокаутом | 0       | 0           |
| Сдачей   | 0       | 1           |
| Решением | 0       | 0           |

| Результат | Рекорд | Соперник          | Способ                 | Турнир                                        | Дата            | Раунд | Время | Место                  | Примечание                |
| --------- | ------ | ----------------- | ---------------------- | --------------------------------------------- | --------------- | ----- | ----- | ---------------------- | ------------------------- |
| Поражение | 0-1    | Алешандри Пантожа | Сдача (удушение сзади) | The Ultimate Fighter 24: Opening Round, day 1 | 31 августа 2016 | 2     | 3:44  | Лас-Вегас, Невада, США | Предварительный поединок. |